# Бретшнейдер, Эмилий Васильевич
Эмилий Васильевич Бретшнейдер (нем. Alexander Hermann Emil Bretschneider; 22 июня (4 июля) 1833 — 29 апреля (12 мая) 1901) — русский синолог, ботаник и географ.

## Биография
Родился 22 июня (4 июля) 1833 года в Туккумском уезде Курляндской губернии.
В 1858 году окончил медицинский факультет Дерптского университета. В 1862—1864 работал врачом в Тегеране (Каджарский Иран) при русском посольстве, а в 1866—1884 в Пекине, где изучил китайский язык и историю средневекового Китая.
Исследовал китайскую литературу по флоре и фармакогнозии Китая, обзор которой был издан в трёх частях в 1882—1895 годах («Botanicon Sinicum», содержит описание 358 лекарственных растительных средств).
В 1883 году избран в почётные члены Петербургского ботанического сада.
Изучал историю ботанических исследований европейцев в Китае, систематизированные данные о которой изложил в капитальном труде «History of European Botanical Discoveries in China» (1898), в котором описаны 647 исследователей (их биографии, маршруты, работы). В 1899 году удостоен награды Императорского Русского географического общества золотой медалью имени Петра Петровича Семёнова.
Ввёл в сельскохозяйственную культуру Европы китайский артишок (Stachys affinis).
Умер 29 апреля (12 мая) 1901 года. Похоронен на Смоленском лютеранском кладбище. Свою огромную синологическую и географическую библиотеку он завещал азиатскому музею и ботаническому саду.

## Библиография

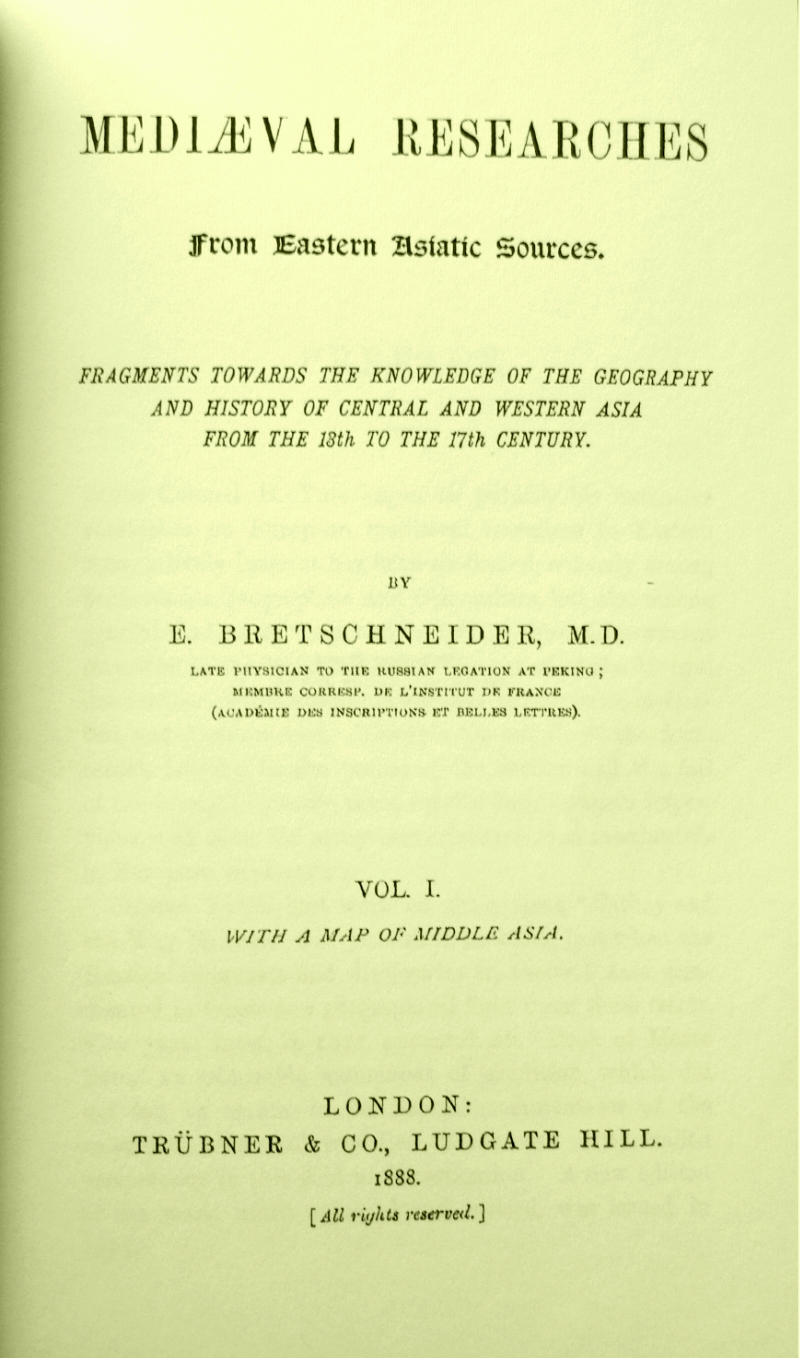
Титульный лист книги «Mediaeval researches from Eastern Asiatic Sources»

## Растения, названные в честь Э. В. Бретшнейдера
В честь Э. В. Бретшнейдера назван род растений Бретшнейдера (Bretschneidera Hemsl., 1901) семейства Аканиевые, а также целый ряд видов растений:
- Begonia bretschneideriana Hemsl., 1900 [syn.  Begonia leprosa Hance, 1883]
- Berberis bretschneideri Rehder, 1907 [syn.  Berberis amurensis Rupr., 1857]
- Carum bretschneideri H.Wolff, 1927 — Тмин Бретшнейдера
- Cornus bretschneideri L.Henry, 1899 — Кизил Бретшнейдера
- Crataegus bretschneideri C.K.Schneid., 1906 [syn.  Crataegus pinnatifida Bunge, 1835]
- Hydrangea bretschneideri Dippel, 1894 — Гортензия Бретшнейдера
- Pyrus bretschneideri Rehder, 1915 — Груша Бретшнейдера
- Scabiosa bretschneideri Batalin, 1895 [syn.  Pterocephalus bretschneideri (Batalin) Diels, 1901 — Птероцефалус Бретшнейдера]
- Syringa bretschneideri Lemoine ex Wittm., 1895 [syn.  Syringa villosa Vahl, 1804]
- Zanthoxylum bretschneideri Maxim., 1883 [syn.  Tetradium daniellii (Benn.) T.G.Hartley, 1981]

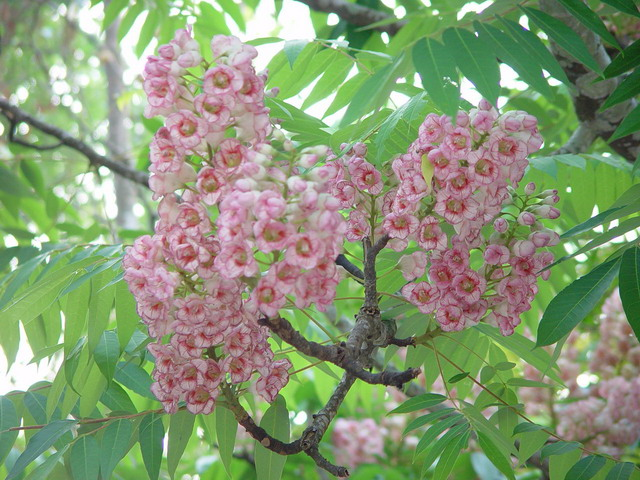
Бретшнейдера китайская (Bretschneidera sinensis)
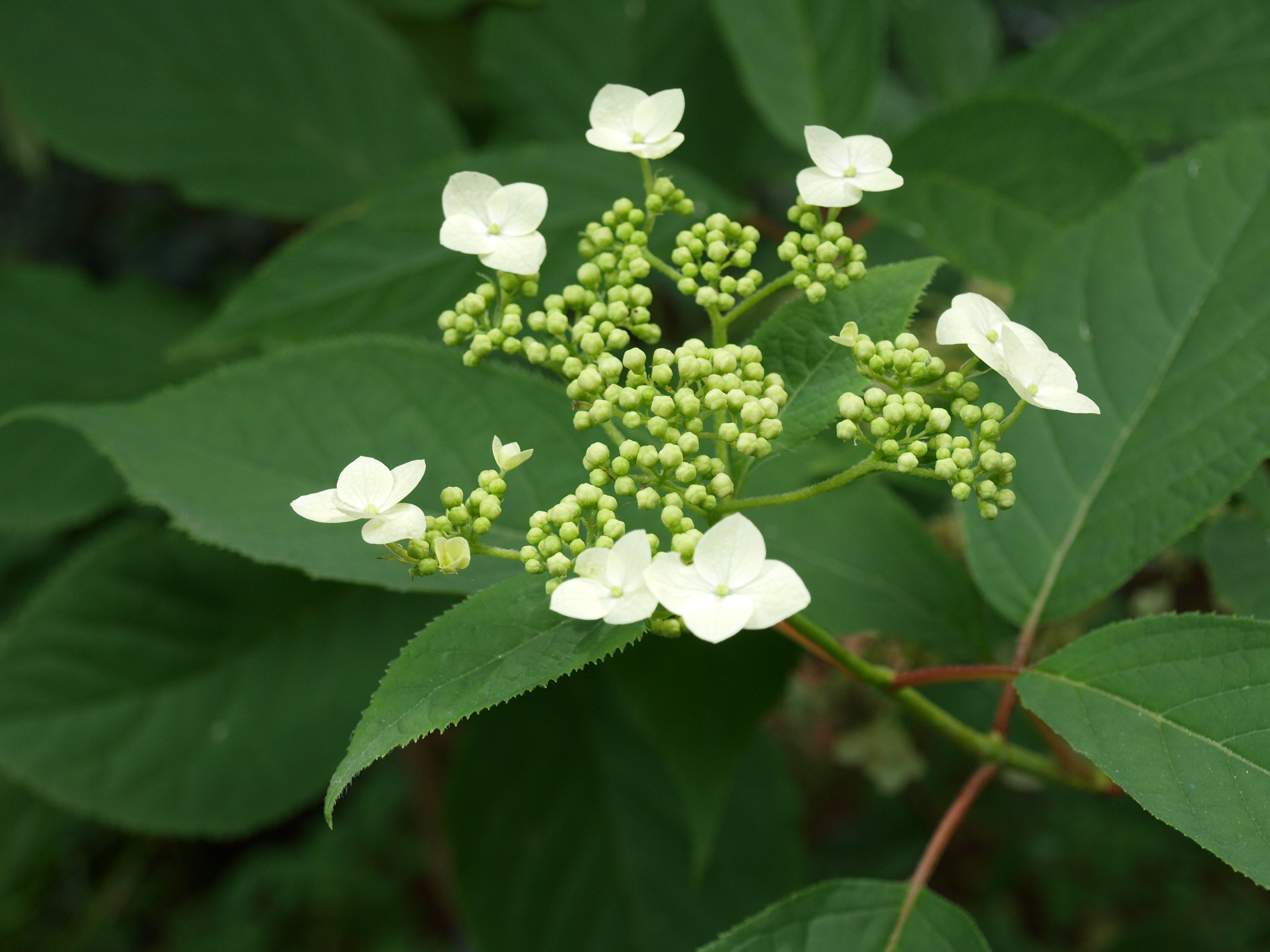
Гортензия Бретшнейдера (Hydrangea bretschneideri)
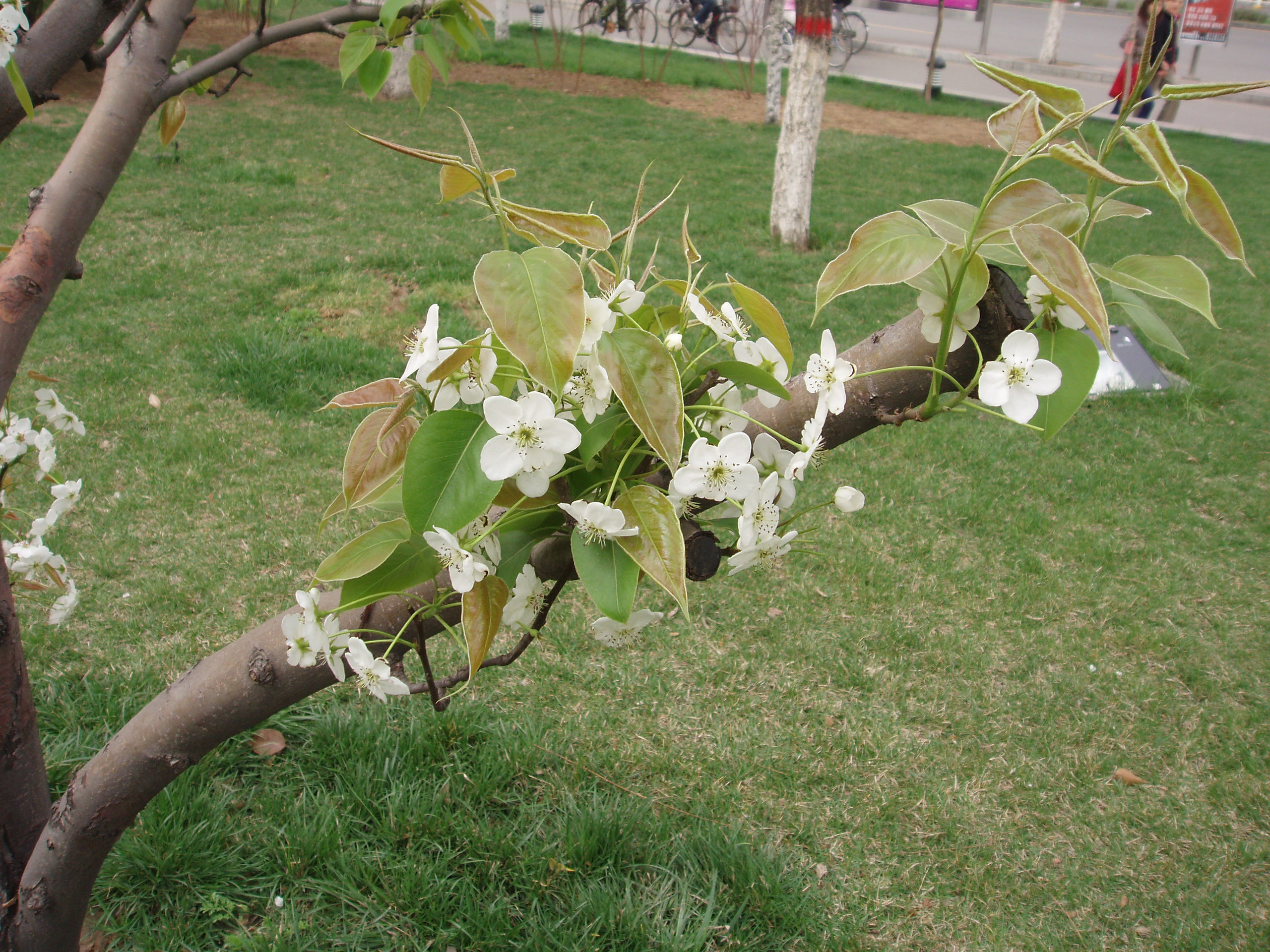
Груша Бретшнейдера (Pyrus bretschneideri)